# Водна поліція
Водна поліція — серіал про новий підрозділ у правоохоронних органах України, співробітники якого займаються патрулюванням акваторії та боротьбою з браконьєрством, а також розкриттям злочинів, скоєних на воді або біля неї. Герої розслідують безліч злочинів, які намагається поховати на дні водойм кримінальний світ.
Прем'єра серіалу відбулася 31 січня 2022 року на каналі «Україна».
З 17 квітня 2023 року серіал транслюється на телеканалі «СТБ».
Остання серія вийшла 18 травня 2023 року. У зв'язку із об'єднанням «ОСА» та Водної поліції для формування нового підрозділу під назвою «К.О.Д.».

## Сюжет
Сюжет обертається навколо розслідування злочинів, які відбуваються на воді. Головні герої — це поліцейські, які мають різні характери та навички, але об'єднуються для вирішення складних справ.
На околицях Києва з Дніпра виловлюють дивні тіла, у яких кислотою обпечено обличчя та руки. Мешканці столиці дуже налякані, тому на просторах інтернету ширяться найнеймовірніші чутки. Кримінальна поліція розуміє, що будь-які докази цієї заплутаної справи знаходяться у воді, тому розслідування передають водній поліції. Очолити відділок запрошують спеціаліста з СБУ Сергія Полянського. Чи вдасться йому знайти спільну мову з новими підлеглими? Чи зможуть вони схопити та покарати жорстокого вбивцю, на рахунку якого вже п’ять життів?

## Акторський склад
- Олександр Форманчук
- Олександр Мавриць
- Марго Баласанян
- Людмила Римар
- Катерина Скрипко
- Євген Сінчуков
- Наталія Смирнова
- Артур Шурипа
- Роман Муленко
- Ганна Петраш

## Список серій
| № серії | Назва                          | Прем'єра       | Телеканал |
| ------- | ------------------------------ | -------------- | --------- |
| 1       | «Чужим тут не раді»            | 17 квітня 2023 | СТБ       |
| 2       | «Шантаж»                       | 17 квітня 2023 | СТБ       |
| 3       | «Таємниця на дні річки»        | 17 квітня 2023 | СТБ       |
| 4       | «Пастка»                       | 17 квітня 2023 | СТБ       |
| 5       | «Прокляття козацьких скарбів»  | 18 квітня 2023 | СТБ       |
| 6       | «Холодне серце»                | 18 квітня 2023 | СТБ       |
| 7       | «Око за око»                   | 19 квітня 2023 | СТБ       |
| 8       | «Згорілий потопельник»         | 19 квітня 2023 | СТБ       |
| 9       | «Лола»                         | 20 квітня 2023 | СТБ       |
| 10      | «Бонні та Клайд по-українські» | 20 квітня 2023 | СТБ       |
| 11      | «Капкан»                       | 24 квітня 2023 | СТБ       |
| 12      | «Небезпечні ігри»              | 24 квітня 2023 | СТБ       |
| 13      | «Буду вдома за дві хвилини»    | 25 квітня 2023 | СТБ       |
| 14      | «Німбова помилка»              | 25 квітня 2023 | СТБ       |
| 15      | «Леді в червоному»             | 26 квітня 2023 | СТБ       |
| 16      | «Вірні друзі»                  | 26 квітня 2023 | СТБ       |
| 17      | «Помри вчора»                  | 27 квітня 2023 | СТБ       |
| 18      | «Привид»                       | 27 квітня 2023 | СТБ       |
| 19      | «Річкове ельдорадо»            | 1 травня 2023  | СТБ       |
| 20      | «Латинський коханець»          | 1 травня 2023  | СТБ       |
| 21      | «Щоденник вбивці»              | 2 травня 2023  | СТБ       |
| 22      | «Глорія»                       | 2 травня 2023  | СТБ       |
| 23      | «Про що мовчить потопельник»   | 3 травня 2023  | СТБ       |
| 24      | «Кілер мимоволі»               | 3 травня 2023  | СТБ       |
| 25      | «Сільська ідилія»              | 4 травня 2023  | СТБ       |
| 26      | «Красиво жити»                 | 4 травня 2023  | СТБ       |
| 27      | «Сумний колун»                 | 8 травня 2023  | СТБ       |
| 28      | «Смертельне кохання»           | 8 травня 2023  | СТБ       |
| 29      | «Синя борода»                  | 9 травня 2023  | СТБ       |
| 30      | «Зачарована»                   | 9 травня 2023  | СТБ       |
| 31      | «Без обличчя»                  | 10 травня 2023 | СТБ       |
| 32      | «Смертельний квест»            | 10 травня 2023 | СТБ       |
| 33      | «Таємне життя»                 | 11 травня 2023 | СТБ       |
| 34      | «Щастя на дні»                 | 11 травня 2023 | СТБ       |
| 35      | «Отруєне життя»                | 15 травня 2023 | СТБ       |
| 36      | «Випадкова жертва»             | 15 травня 2023 | СТБ       |
| 37      | «Диття з води»                 | 16 травня 2023 | СТБ       |
| 38      | «Рятівний улов»                | 16 травня 2023 | СТБ       |
| 39      | «Кривавий день студента»       | 17 травня 2023 | СТБ       |
| 40      | «Хлопчик мій»                  | 17 травня 2023 | СТБ       |
| 41      | «Важкі спогади»                | 18 травня 2023 | СТБ       |
| 42      | «Потопельник з неба»           | 18 травня 2023 | СТБ       |
| 43      | «Навіть смерть помиляється»    | 18 травня 2023 | СТБ       |
| 44      | «Полонянка»                    | 18 травня 2023 | СТБ       |

## Цікаві факти
Особлива увага команди була приділена створенню бази водної поліції. Завданням було збудувати не просто функціональний офіс відділу, а створити максимально атмосферне приміщення, яке доповнить зйомки на натурі. З цією метою розглядали кораблі, старі судна, але в результаті для зйомок вирішили використати справжній дебаркадер, який переобладнали під потреби Особливого відділу водної поліції, де є морг, кімната допитів і лабораторія.
Інтер’єр приміщення відділу та майстерні одного із співробітників водної поліції наповнені не бутафорськими, а справжніми речами: їх збирали у власників яхт та кораблів.
Одними з найскладніших зйомок виявилися екшен-сцени на воді. Глядач побачить погоні та занурення. Під час зйомок акторам часто доводилось набувати навичок за короткий проміжок часу. Оскільки співробітники водної поліції повинні не лише вміти плавати, а й спокійно почуватися під водою, акторам довелося навчатись дайвінгу. І одна з таких зйомок під водою тривала п’ять годин.
Актори мали курс екстремального водіння машиною марки Dodge. «Ми їздили пісками. Це фантастика! Нереальні відчуття. Я сам полюбляю водити, мої дідусь і батько дозволяли мені з дитинства сідати за кермо. А тут взагалі повна свобода: тобі дають машину, довкола пісок… І ти чуєш: “Ну, давай!”» – розповів про свої враження актор Роман Муленко.
Крутий екшн складно уявити без роботи професійних каскадерів. І що цікаво – у «Водній поліції» глядачі побачать актора та каскадера в одному обличчі. Катя Скрипко кілька років жила та працювала у Китаї, де її друзями стали каскадери з Австралії, Венесуели, Африки та України
.
Через Російське вторгнення в Україну (з 2022), канал Україна не встиг повністю показати серіал.